# Santa Lucía del Camino
Santa Lucía del Camino és un municipi de l'estat d'Oaxaca. Santa Lucía del Camino és el cap de municipi i principal centre de població d'aquesta municipalitat. Aquest municipi és a la part central de l'estat d'Oaxaca. Limita al nord amb el municipi d'Oaxaca de Juárez, al sud amb Santiago Matatlán, a l'oest amb l'Oaxaca de Juárez i a l'est amb San Vicente.